# سة كنار (تشارك)
سة کنار (بالفارسية: سه کنار علیا) هي قرية تقع في إيران في هرمزغان. يقدر عدد سكانها بـ 151 نسمة .